# Palácio de Guaramiranga

Palácio de Guaramiranga é uma construção da década de 1970 localizada no município brasileiro de Guaramiranga, no estado do Ceará. Atualmente abriga o campus avançado de Guaramiranga do Instituto Federal de Educação, Ciência e Tecnologia do Ceará (IFCE).

## Criação
Na década de 70, o Major Hugo de Mattos Brito doou um terreno de aproximadamente três hectares do sítio Guaramiranga ao então governador José Adauto Bezerra de Menezes, para que no local fosse construir o palácio de veraneio do governador. A construção foi concluída em 1978. O mobiliário clássico, até hoje utilizado em suas dependências foi adquirido na gestão de Virgílio Moraes Fernandes Távora (1978-1982), pela então primeira dama Dona Luíza Távora.

## Utilização
Inicialmente pensado como palácio de veraneio do governador, o palácio Guaramiranga teve essa finalidade durante 12 anos (1978-1990). Em 1990 o então governador Tasso Jereissati adaptou-o para Hotel Escola e Salão de Convenções. Inicialmente o Hotel Escola foi administrado pela Empresa Cearense de Turismo (Emcetur) e a partir de 1996 pela Secretaria de Turismo (Setur-CE). Em 2002 o governo realizou uma concessão de 10 anos ao Serviço Nacional de Aprendizagem Comercial (Senac-CE), que estendeu-se até Fevereiro de 2012, quando o governo não renovou o contrato de concessão.
Em 10 de julho de 2012 o então governador do Ceará, Cid Gomes, celebrou o Termo de Cessão de Uso, conferindo ao Instituto Federal do Ceará a posse do imóvel. Em junho de 2014, a então presidente Dilma Roussef crou o IFCE Campus Avançado de Guaramiranga através da Portaria nº 505 do Ministério da Educação – MEC.

## Estrutura
Originalmente a construção contava com 14 suítes, após diversas reformas, atualmente (2019) a mesma conta com um total de 21 apartamentos. Além dos leitos, o Hotel Escola conta com piscina adulto e infantil, área de jogos, restaurante e um auditório com capacidade para cerca de 150 pessoas. Na área pedagógica, existem 3 salas de aulas, um laboratório de informática, um laboratório móvel de manutenção eletro-eletrônica (IFCE) e uma cozinha pedagógica totalmente equipada (IFCE) nas área proximo aos leitos.
Na área de entrada do campus, foi concluido em 2019 a construção de mais 3 salas e 1 laboratório de informática/redes de computadores, banheiros e área de refeições, bem como foi reformada biblioteca que já funcionava na antiga estrutura presente no local.